# もぎたてのカボチャたち
もぎたてのカボチャたち～THE AM STEREO HOSO～は、CBCラジオで1992年4月6日から1996年4月5日まで放送されていたラジオ番組。愛称「もぎカボ」。

## 概要
CBCラジオのAMステレオ放送の開始を記念して番組が開始。それまでの平日午後の二本のワイド番組枠（『荒せんのラジオがいちバン!』と『多田しげおのそれ行け!にっこりワイド』）を統合した形の3時間ワイドで、『ラジオがいちバン!』の荒川戦一と『にっこりワイド』の多田しげおも、本番組のパーソナリティとして続投していた。各曜日二人ずつのパーソナリティが、左右のスピーカーからリスナーを煽るような立体的放送を展開していた。
第1回放送はCBCホールから公開生放送で全パーソナリティが集合した。
2016年3月18日と2017年3月10日に放送された「ヨルしげお」の中で「もぎたてのカボチャたち」が復活した。

## 放送時間
| 期間                    | 放送時間                                                                                    |
| ----------------------- | ------------------------------------------------------------------------------------------- |
| 1992年4月6日～1994年3月 | 月曜日 - 金曜日 13:00 - 16:00                                                               |
| 1994年4月～1996年4月5日 | 月曜日 - 金曜日 13:00 - 15:50 ※『東芝EMI ミュージックスクランブル』のスタートにより10分短縮 |

## パーソナリティ
- 月曜日
  - つボイノリオ、伊藤秀志 （1992年4月～1993年9月）
  - 荒川戦一、近藤貞雄 （1993年10月～1996年3月）
- 火曜日
  - 松本典子、KENちゃん （1992年4月～1993年9月）
  - 伊藤秀志、麻生詩織 （1993年10月～1996年3月）
- 水曜日
  - 荒川戦一、近藤貞雄 （1992年4月～1993年9月）
  - KENちゃん、松のちよみ （1993年10月～1996年3月）
- 木曜日
  - 多田しげお、久野誠 （1992年4月～1996年3月　※1993年10月より原元美紀が加入）
- 金曜日
  - 広瀬隆・ジョン・ギャスライト （1992年4月～1996年3月）

## タイムテーブル
（ラジオ新番組速報版（三才ブックス）1992年春号～1995年秋号の『中部日本放送』の番組表のページによる記載より。）
- 13:00 オープニング
- 13:07 ニュース
- 13:12 愛知県警だより
- 13:14 交通情報
- 13:41 ニューヨーク情報（金曜日のみ 1992年10月～1993年9月）
- 13:40 日本列島ほっと通信（1994年4月～）
- 13:47 YaYa ミセスロビンソン
- 13:54 レインボーパプリ
- 14:00 ニュース
- 14:05 お天気レーダー
- 14:10 カボチャクラブ
- 14:15 交通情報
- 14:18 ニッカ愛の劇場 サボテンの唄
- 14:24 タウンページで広がる新しいおつきあい
- 14:30 街角ステーション
- 14:43 円丈のなごやは名古屋（1994年3月まで）
- 14:43 カボチャ横丁（1994年4月～1994年9月）
- 14:43 すすめ！エナジー探検隊（1994年10月～1995年9月）
- 14:43 ゴールドブレンド おみせでダバダ（1995年10月～1996年3月）
- 14:50 ラジオインフォマーシャル（1994年3月まで）
- 14:50 カボチャで御免！（1994年4月～1996年3月）
- 14:54 やっぱりみそ汁が好き
- 15:00 茶の間の新聞
- 15:05 フレッシュタイム305
- 15:15 さわやか信州II
- 15:21 もぎたてアラカルト（1995年9月まで）
- 15:26 カボチャ情報局（月曜・木曜、1994年4月～1995年9月）
- 15:21 農協牛乳・心の詩（1995年10月～1996年3月）
- 15:30 風を感じて、自然を感じて（1994年9月まで）
- 15:30 カボチャ喫茶室（1994年10月～1996年3月）
- 15:40 交通情報
- 15:43 3分間クリエイト ～ここだけのカボチャのはなし～